# Тіріоло
Тіріоло (італ. Tiriolo, сиц. Tiriuolu) — муніципалітет в Італії, у регіоні Калабрія,  провінція Катандзаро.
Тіріоло розміщене на відстані близько 480 км на південний схід від Риму, 11 км на північний захід від Катандзаро.
Населення — 3894 особи (2014).
Щорічний фестиваль відбувається 5 серпня. Покровитель — Марія Сніжна (Madonna della Neve).

## Демографія
Населення за роками:

Станом на 1 січня 2023 року в муніципалітеті офіційно проживав 131 іноземець з 18 країн, серед них 51 громадянин країн Євросоюзу та 6 громадян України.

## Сусідні муніципалітети
- Катандзаро
- Джимільяно
- Марчеллінара
- Мільєрина
- Сан-П'єтро-Апостоло
- Сеттінджано